# 2016年アメリカ合衆国大統領選挙におけるロシアの干渉
2016年アメリカ合衆国大統領選挙におけるロシアの干渉（2016ねんアメリカがっしゅうこくだいとうりょうせんきょにおけるロシアのかんしょう、英: Russian interference in the 2016 United States elections）とは、2016年に行われたアメリカ合衆国（米国）大統領選挙において、対立する民主党のヒラリー・クリントン候補（当時）の選挙戦を妨害し、共和党のドナルド・トランプ候補（当時）を勝利させることを目的に、ロシア連邦がサイバー攻撃やSNSを使ったプロパガンダなどの手段を用いて実行した一連の世論工作・選挙干渉である。ロシアゲートやロシア疑惑とも言われる。
ロシアのウラジーミル・プーチン政権は干渉を否定してきたが、「プーチンの料理人」とも呼ばれる側近で、世論工作の拠点となったインターネット・リサーチ・エージェンシーの出資者であるエフゲニー・プリゴジンが2022年11月7日、SNSを通じて、干渉を行なったことを認め、その後も継続していることを表明した。ロシア側のコードネームはプロジェクト・ラフタ（英: Project Lakhta、ラフタ作戦とも）。米国情報機関によると、この作戦はプーチン大統領が直接命じたものだという。2019年4月に公開された特別検査官の報告書では、「トランプ陣営とロシア政府関係者との多数の接触を調査したが、トランプ本人やその関係者に対して共謀罪などを適用するには証拠が不十分である」と結論付けられた。

## 概要
アメリカ国家安全保障会議（NSC）欧州理事会のベンジャミン・リード元特別補佐官によると、2015年には既に、ロシア情報機関と関連が疑われるハッカー集団が民主党全国委員会（DNC）の情報システムに侵入。その後の、ヒラリー・クリントン候補に不利な電子メールの大量流出に繋がった。このデータは官庁などの漏洩したデータを収集するサイト、ウィキリークスにて公開されている。このサイバー攻撃からロシアの関与が疑惑として持たれていた。トランプ大統領は、介入の存在は認めてロシアに対する非難や制裁を行っているが、トランプ陣営とロシアの共謀は否定している。

## 時系列

### 2016年
10月、アメリカ合衆国国土安全保障省及びアメリカ合衆国国家情報長官官房は、大統領選挙においてサイバー攻撃による妨害が行なわれていたことを認める声明を出した。
大統領選は11月8日に投票が実施された。トランプは総得票数で対立候補のヒラリー・クリントン（民主党）より少なかったものの、獲得選挙人数では上回り、当選を決めた。
12月9日、米紙『ワシントン・ポスト』は、アメリカ中央情報局 (CIA) の秘密評価報告書を引用し、「サイバー攻撃はロシア政府機関のハッカー集団によるもので、ドナルド・トランプ側の勝利を支援するものである」と報道した。
12月29日、オバマ大統領（当時）は、ロシア政府が米大統領選に干渉するためサイバー攻撃を仕掛けたとして、アメリカ駐在のロシア外交官35人をペルソナ・ノン・グラータとして国外退去処分、2つのロシア関連施設閉鎖など新たな制裁措置を発令。これに対してロシア政府は反発したほか、トランプ陣営も「ロシアが攻撃した証拠はない」と表明したものの、トランプ側は2017年1月8日になって「プーチン大統領がサイバー攻撃を指示した」とする報告書を「受け入れる」との声明を出した。

### 2017年
1月20日、トランプ大統領が就任した。以降はトランプ政権下の動きである。
2月13日、マイケル・フリン国家安全保障問題担当大統領補佐官が辞任。辞任理由は、前年12月、民間人の立場でロシアの駐米大使とロシアへの制裁をめぐって協議したこと（ローガン法に抵触する可能性）、また、その事実を隠していたことにあった。
5月9日、トランプ大統領は、ジェームズ・コミー連邦捜査局（FBI）長官を解任した。この背景として、「FBI長官がロシアの選挙介入とトランプ氏の選挙活動との共謀の可能性に関して捜査していたことにある」との報道もなされた。後日、トランプ大統領は、解任理由として「目立ちたがり屋で、組織を混乱させていた」ことを挙げている。
5月17日、アメリカ合衆国司法省は、トランプ大統領の陣営がロシアによるサイバー攻撃などに関与したのではないかとされる疑惑に関し、ロバート・モラー元連邦捜査局長官を特別検察官に任命した。
5月23日、CIA前長官ジョン・ブレナンはトランプ政権がロシアと結託していた根拠と情報があると、下院情報委員会で証言した。
7月26日、FBIは、昨年夏までトランプ大統領の選挙対策本部長だったポール・マナフォートの自宅を家宅捜索した。税金関連の書類や外国金融機関の取引記録を探していたという。
8月3日、モラー特別検察官が首都ワシントンで大陪審を招集したことが明らかになった。大陪審はトランプ大統領の長男ドナルド・トランプ・ジュニアらがロシア人弁護士と面会した問題を巡って召喚状を出したが、召喚対象は明らかになっていない。
フェイスブック社は9月6日、ロシア国内から運営されていた約470件のアカウントを偽情報を載せるなどフェイスブックの規約に違反として閉鎖したことを明らかにし、ロシアによる選挙干渉疑惑を捜査するアメリカ政府当局に報告した。大統領選挙やそこでの候補者、投票について直接言及はしていなかったものの、移民制度や人種、権利の平等、銃規制などの話題でアメリカ社会を分断するような政治広告約3000件（合計約10万ドル相当）を掲載したという 。またフェイスブックは、それらのアカウントについて、ロシアのサンクトペテルブルクに拠点を持つインターネット・リサーチ・エージェンシーが作成した疑いがあることも明らかにした。
10月30日、モラー特別検察官がマナフォート元選対本部長と、マナフォートのビジネスパートナーでトランプ陣営ではマナフォートの代理人を務めたリック・ゲーツの2人をマネーロンダリングや脱税など12の罪で、トランプ陣営で外交顧問だったジョージ・パパドプロスを偽証の罪でそれぞれ起訴した。また、12月1日には、フリン前国家安全保障問題担当大統領補佐官を連邦捜査局に対する偽証の罪で起訴した。

### 2018年
2月16日、モラー特別検察官はロシアの個人13人と企業3社を起訴したと発表した。ソーシャルメディア（TwitterやFacebook）でアメリカ人になりすましたアカウントを作り、世論工作を行った容疑。容疑者達は政治集会やソーシャルメディアでフェイクニュースを流布するなど、トランプ政権に繋がりのある人物と複数回接触していたことが明らかとなっている。
3月15日にトランプ政権は、選挙介入などを理由にロシアの5団体と個人19人に制裁を科した。その多くはウクライナ紛争への関与なども含めて既に制裁対象となっており、ロシアの2大情報機関であるロシア連邦保安庁（FSB）とロシア連邦軍参謀本部情報総局（GRU）が含まれる。
6月8日、モラー特別検察官はマナフォート元選対本部長を司法妨害罪で追起訴し、政治コンサルタントのコンスタンティン・キリムニックを同罪で起訴した。マナフォート被告は自身のマネーロンダリングと銀行詐欺の公判における証人2人に対しキリムニック被告を通じて接触し、偽証するよう働きかけていたという。
6月15日、ワシントン連邦地裁はマナフォート元選対本部長の保釈取り消しと収監を命じ、同日中に収監された。
7月13日、モラー特別検察官は民主党関係施設などをサイバー攻撃を行ったとして、GRUの情報当局者12人を起訴した。
8月21日、バージニア連邦地裁の陪審はマナフォート元選対本部長の審理で、起訴された18の罪のうち脱税や銀行詐欺など8つの罪について有罪の評決を下した。また同日、ニューヨーク連邦地裁では、トランプ大統領の元個人弁護士のマイケル・コーエンが、捜査当局との司法取引に応じ選挙資金法違反を含む8つの罪について有罪を認め、トランプ大統領と不倫関係にあったとされるポルノ女優ら2人に対し、トランプ本人の指示で口止め料を払ったことも認めた。
12月13日、大統領選でトランプ大統領の指示を受けて二人の不倫相手に口止め料を支払ったことに関する選挙資金法違反、ロシアの首都モスクワでのトランプ・タワー建設計画に関する議会での偽証罪、脱税、銀行詐欺などで有罪判決を受けていた元個人顧問弁護士のマイケル・コーエンに対してニューヨーク連邦裁判所は禁固3年の実刑判決を下した。これはロシア捜査の判決の中で最も量刑の重いもので、コーエンは判決直前の声明で「私が有罪を認めた個々の言動に関しては、私個人に対してのものも、米国大統領に関わっているものに対してのものも、全面的に責任を負うつもりだ。」と述べた。
12月、アメリカの対ロシア政策に影響を与えるために活動していたロシア人スパイのマリア・ブティナが許可を得ずにロシア政府の利益のために活動したとの有罪を認め、司法取引を行なった。ブティナは2011年にロシア中央銀行副総裁のアレクサンドル・トルシンの特別補佐を務め、彼の指示を受け2015年より工作活動を開始、2016年に首都ワシントンに大学院生として留学し、全米ライフル協会への潜入を通じ共和党や保守活動家など政財界の人物らと接触しアメリカとロシア政府関係者のバックチャンネルの構築に取り組んでいた。これは2016年大統領選でアメリカ政治に影響力を与えようとして有罪判決を受けた最初の例となった。

### 2019年
3月23日、モラー特別検察官は捜査の最終的な報告書を司法省のバー司法長官に提出。
3月25日、アメリカ合衆国司法長官ウィリアム・P・バーは議会に、報告書を要約した「主要な結論」を提出。トランプの選挙陣営とロシア政府が共謀したり連携したことは証明されなかったとし、司法妨害については報告書を元に司法長官は「大統領が罪を犯したと立証するには証拠が不十分。」と結論づけた。後述の司法妨害に関してモラー特別検察官は「大統領が罪を犯したという明確な結論はないが、大統領の完全な身の潔白が証明された訳ではない。」とした。
5月29日、モラー特別検察官は司法省で記者会見を行い、一連の捜査について公的に説明を行った。「現職の大統領は訴追できない」との認識を示した上で、「トランプ氏が犯罪に関与していないという自信があれば、我々はそう述べていた」と語った。そして、捜査を正式に終結し、特別検察官を辞任することを表明した。

### 2020年
5月7日、司法省はマイケル・フリン元大統領補佐官に対する偽証罪の起訴を取り下げた。4月下旬に捜査担当者のやりとりを記した内部資料が新たに発見されており、このうち、フリンに対する聴取が行われた日である2017年1月24日付の手書きメモには、「我々の目標は何か。真実を自白させるか、偽証させることで起訴するか（補佐官を）辞任させるか」と書かれていた。司法省は7日の文書で「新たに見つかった資料など全てを検証した」と説明しており、内部メモが起訴の取り下げにつながった可能性がある。11月25日、トランプはフリンに対し恩赦を行った。

## 欧州との連携
ロシアによる工作は、ヨーロッパ各国の選挙や政治でも指摘されている。米欧の超党派・官民が連携してこれに対応しようとする「Alliance for Securing Democracy」（ASD）というグループが活動している。このうち2016年米大統領選問題は、在米ドイツ系財団GMF（German Marshall Fund of the United States）を拠点とする「ハミルトン68」が担当している。